# Hein Sinken
Hein Sinken (Aken, 21 oktober 1914 – Berlijn, 1987) was een Duitse beeldhouwer.

## Leven en werk
De in Aken geboren Sinken was vanaf 1932 een traditionele beeldhouwer in Berlijn. Hij maakte reliëfs, portretbustes (van onder anderen Herbert von Karajan) en monumenten voor de openbare ruimte. In 1949 ontving hij de Preis für Bildhauerei der Landesregierung Potsdam. Om aan de druk in de DDR om socialistisch realistische kunst te vervaardigen te ontkomen week hij in 1959 uit naar het Westen. Hij verhuisde naar zijn geboortestad Aken, waar enige bekendheid met zijn werk ontbrak. In 1962 vestigde hij zich in West-Berlijn, waar hij vele sculpturen heeft nagelaten. Van 1966 tot 1971 was hij docent aan de Technische Universität Berlin.
In 1966 maakte Sinken zijn eerste windkinetische object: Windmühle, Aerokinetische Plastik, waarmee hij snel bekendheid verwierf in Duitsland en daarbuiten. In 1970 nam hij deel aan de expositie Straßenkunst Hannover 1970 in Hannover (het werk werd in 1972 aangekocht door de stad Heidelberg). Vanaf 1972 werd hij bij zijn werk technisch geassisteerd door zijn neef Michael Wendt. In 1982 werd hij uitgenodigd voor deelname aan documenta 7 in Kassel met het werk Balance uit 1980.
De kunstenaar overleed in 1987. Hij ligt begraven op het Berlijnse Heidefriedhof. Op zijn graf is een van zijn kinetische werken geplaatst.

## Werken (selectie)
- Junger Pionier im Friedenskampf (1951), Kunstausstellung der DDR, Berlijn
- Buste Eilhard Alfred Mischerlich (1952), Humboldtuniversiteit in Berlijn
- Stehendes Knabenpaar[1] (1952/56), Ellernweg in Berlin-Treptow
- Windmühle, Aerokinetische Plastik (1966), Wolfsburger Weg in Berlin-Tempelhof
- Windbewegtes Objekt (1968), Straße des 17. Juni, Berlin-Charlottenburg
- Windbewegtes Objekt (1969), buitencollectie Lehmbruck-Museum, Jägerstraße in Duisburg
- Bewegliche Metallplastik (1970), Residenzschloß Detmold
- Mobile (1972), Stadthof in Offenbach am Main
- Windbewegtes Objekt II (1972), buitencollectie Skulpturenmuseum Glaskasten in Marl
- Windobjekt 72 (1972), Reibeckstraße in Berlin-Tempelhof
- Kinetisches Objekt (1973), Martinistraße/Balgebrückstraße in Bremen
- Windspiel (1974), Stadtbad Vohwinkel in Wuppertal
- Windobjekt (1976), Hänselstraße in Berlin-Neukölln
- Windobjekt (1978), Barbarastraße in Berlin-Steglitz
- Windobjekt[2] (1978), Weserpromenade Tiefer in Bremen
- Wasser/Windobjekt[3] (1978/80), Falkenhagener Feld in Berlin-Spandau
- Balance (1980), Paulstraße in Berlin-Tiergarten
- Balance IV (1984), Bezoekersterras van Flughafen Tegel in Berlijn

## Fotogalerij

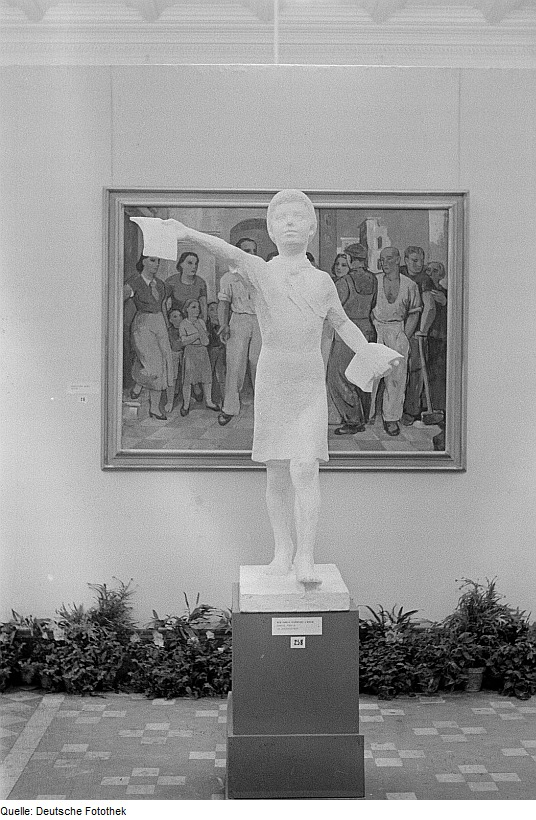
Junger Pionier im Friedenskampf (1951)
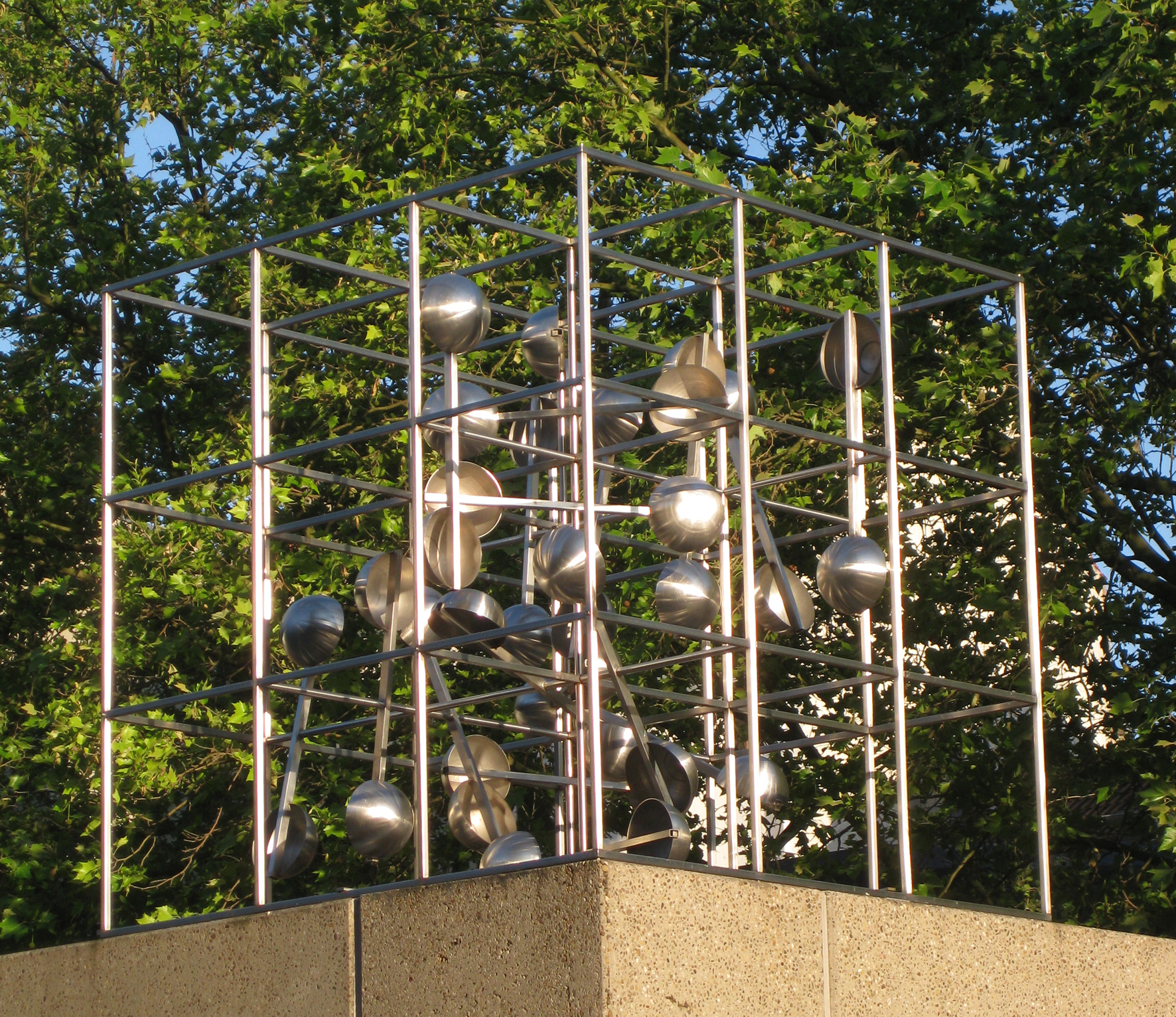
Mobile (1972), Offenbach
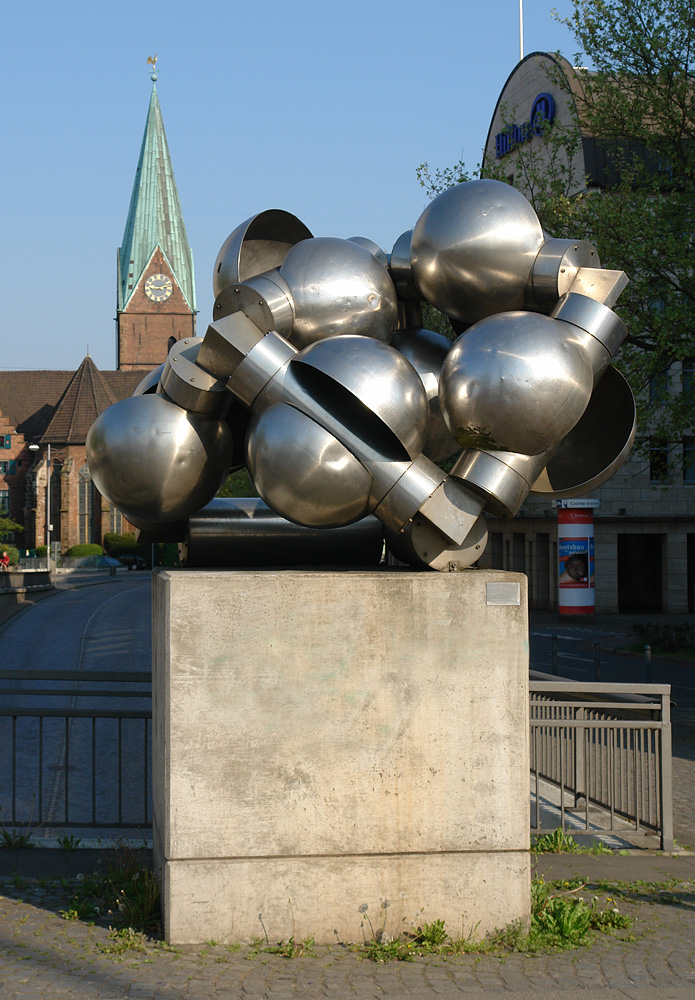
Kinetisches Objekt (1973), Bremen
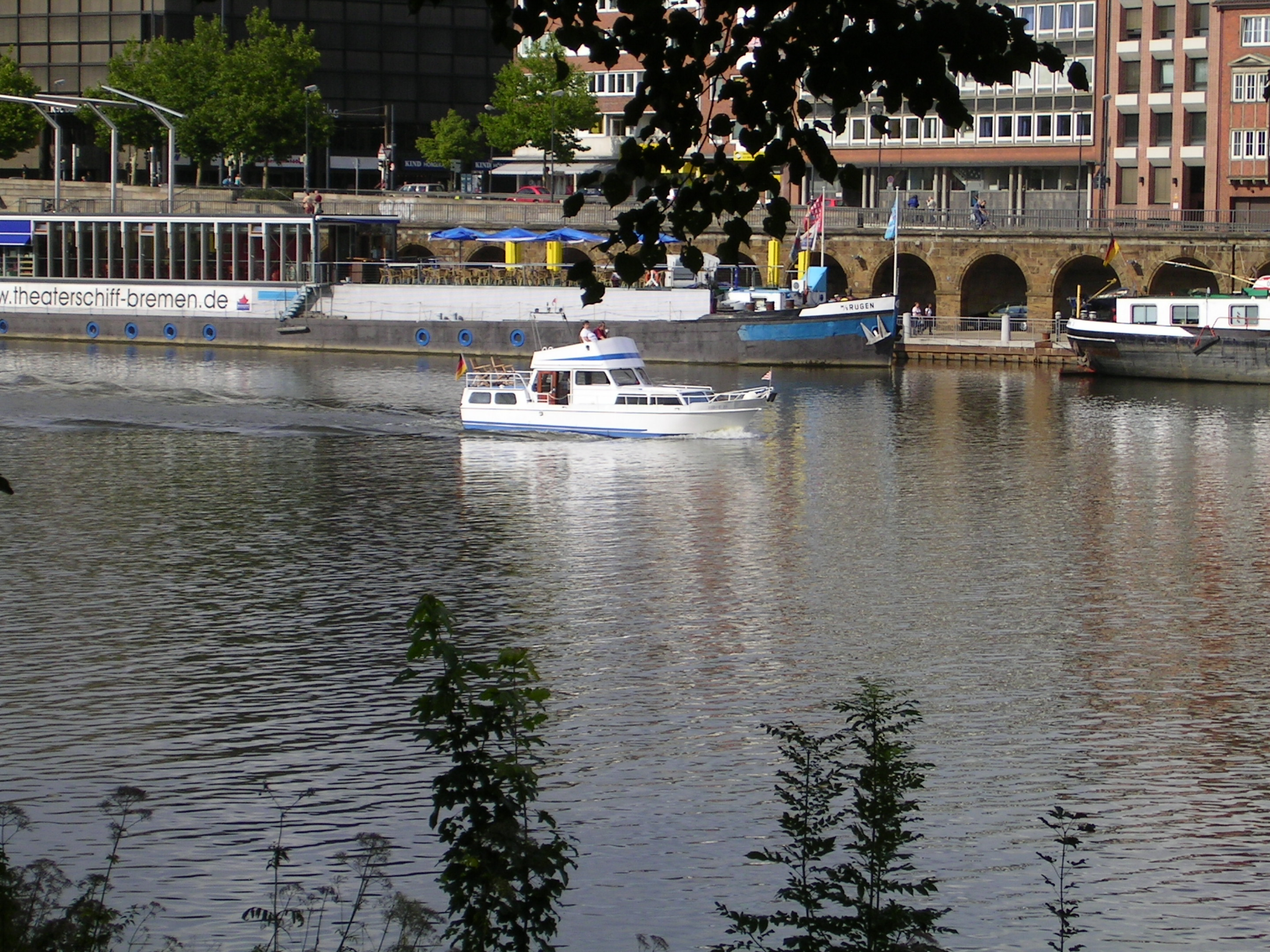
Tiefer in Bremen met uiterst links het Windobjekt
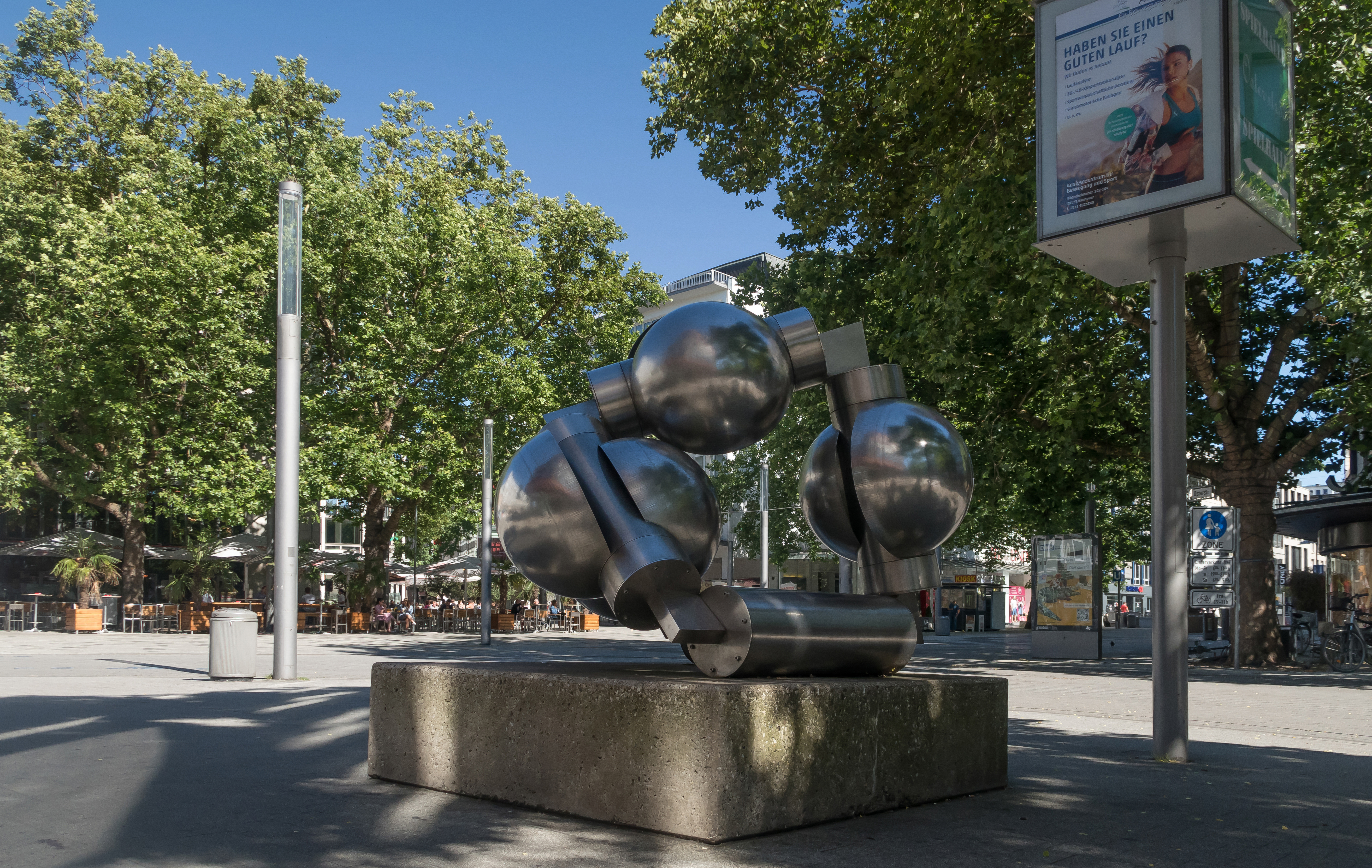
Anemokinetisches Objekt III in Hannover